# New York Jets 2018
La stagione 2018 dei New York Jets è stata la 59ª della franchigia, la 49ª nella National Football League e la quarta con Todd Bowles come capo-allenatore. I Jets peggiorarono il loro record di 5 vittorie e 11 sconfitte della stagione 2017, scendendo a 4-12. A fine anno Bowles fu licenziato.

## Scelte nel Draft 2018
| Scelte dei Jets nel Draft 2018 |        |                    |       |                 |                                |
| Giro                           | Scelta | Giocatore          | Ruolo | College         | Note                           |
| 1                              | 3      | Sam Darnold        | QB    | USC             | Da Indianapolis                |
| 3                              | 72     | Nathan Shepherd    | DT    | Fort Hays State |                                |
| 4                              | 107    | Chris Herndon      | TE    | Miami (FL)      |                                |
| 6                              | 179    | Parry Nickerson    | DB    | Tulane          |                                |
| 6                              | 180    | Folorunso Fatukasi | DE    | UConn           | Da Tampa Bay tramite Minnesota |
| 6                              | 204    | Trenton Cannon     | RB    | Virginia St.    | Da Minnesota                   |

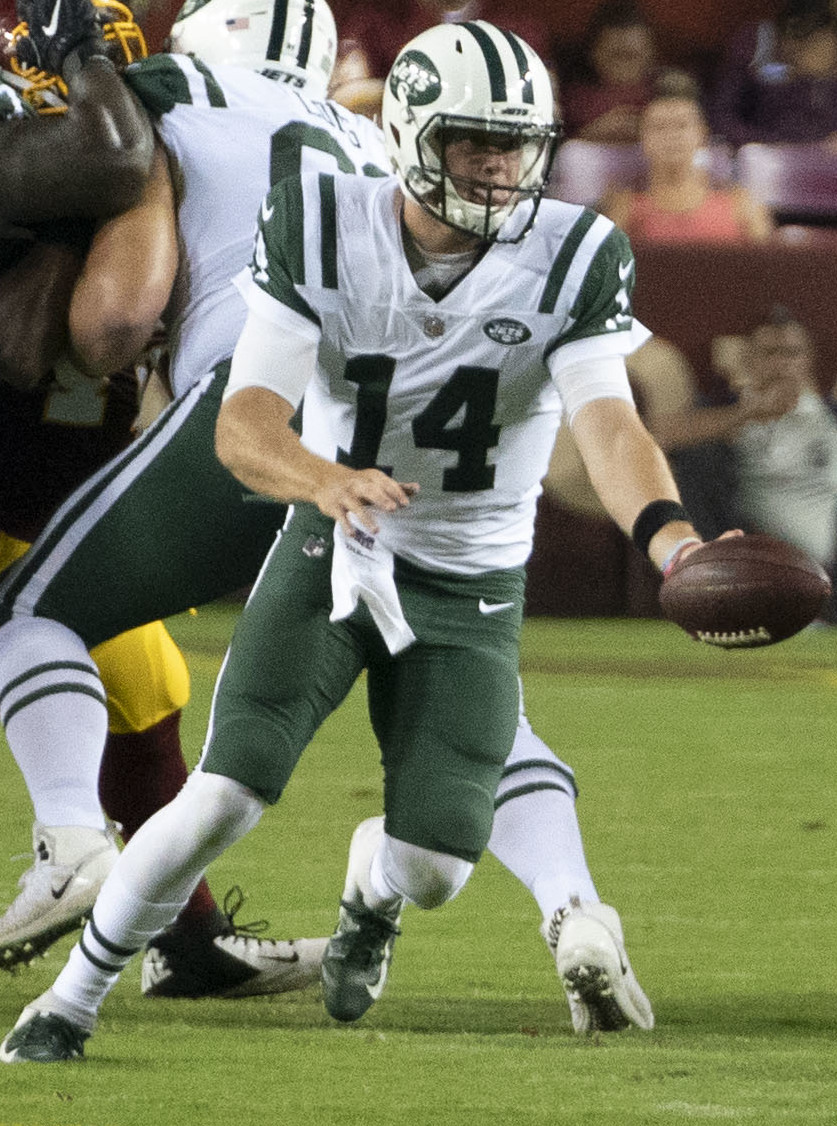
Sam Darnold è stato scelto come terzo assoluto dai Jets nel Draft 2018

- I Jets scambiano la loro scelta nel 1º giro (6ª assoluta), due scelte nel 2º giro (37ª e 49ª assolute), e una scelta nel 2º giro nel 2019 a Indianapolis in cambio della scelta nel 1º giro (3ª assoluta) di questi ultimi.
- I Jets scambiano la loro scelta nel 7º giro (226ª assoluta) e il defensive end Sheldon Richardson a Seattle in cambio delle scelte nel 2º e 7º giro (49ª e 235ª assolute) di questi ultimi, e del wide receiver Jermaine Kearse.
- I Jets scambiano la loro scelta nel 5º giro (143ª assoluta) a San Francisco in cambio del cornerback Rashard Robinson di questi ultimi.
- I Jets scambiano la loro scelta nel 6º giro nel 2017 (191ª assoluta) a Dallas in cambio della scelta nel 5º giro (157ª assoluta) di questi ultimi.

## Staff
| Staff dei New York Jets nel 2018 |
| --- |
| Organi dirigenziali - Proprietario – Woody Johnson - Presidente/CEO – Christopher Johnson - Presidente - Neil Glat - General Manager – Mike Maccagnan - Direttore sportivo – Jacqueline Davidson - Direttore dell'organico giocatori – Brian Heimerdinger - Direttore senior del college scouting – Matt Bazirgan Capo allenatore - Capo-allenatore - Todd Bowles - Assistente capo-allenatore/Inside linebacker - Mike Cadwell Altri allenatori - Preparatore atletico – Justus Galac - Assistente p.a. – Kavan Latham - Assistente p.a. – Aaron McLaurin Allenatori dell'attacco - Coordinatore offensivo/Quarterback – Jeremy Bates - Running Back – Stump Mitchell - Wide Receiver – Karl Dorrell - Tight End – Jimmie Johnson - Offensive Line/Coordinatore del running game – Rick Dennison - Assistente Offensive Line – David Diaz-Infante - Assistente offensivo/Assistente Quarterback - Mick Lombardi - Assistente offensivo - Jason Vrable Allenatori della difesa - Coordinatore difensivo – Kacy Rodgers - Defensive Line – Robert Nunn - Assistente Defensive Line – La'Roi Glover - Outside Linebacker – Kevin Greene - Defensive Back – Dennard Wilson - Assistente Defensive Back – Steve Jackson - Assistente difensivo - Robby Brown - Controllo qualità della difesa – Tim Atkins Allenatori dello special team - Coordinatore special team – Brant Boyer - Assistente special team – Jeff Hammerschmidt |

## Roster
| Roster dei New York Jets nel 2018 |
| --- |
| Quarterback - 14 Sam Darnold - 15 Josh McCown Running Back - 40 Trenton Cannon - 20 Isaiah Crowell - 29 Bilal Powell Wide Receiver - 11 Robby Anderson - 81 Quincy Enunwa - 10 Jermaine Kearse - 17 Charone Peake - 16 Terrelle Pryor - 19 Andre Roberts KR/PR Tight End - 89 Chris Herndon - 86 Jordan Leggett - 85 Neal Sterling - 83 Eric Tomlinson Offensive Linemen - 68 Kelvin Beachum T - 77 James Carpenter G - 70 Dakota Dozier G - 78 Jonotthan Harrison C - 61 Spencer Long C - 79 Brent Qvale T - 72 Brandon Shell T - 67 Brian Winters G Defensive Linemen - 96 Henry Anderson DE - 94 Folorunso Fatukasi DE - 91 Bronson Kaufusi DE - 99 Steve McLendon NT - 98 Mike Pennel NT - 97 Nathan Shepherd DE - 92 Leonard Williams DE Linebacker - 55 Jeremiah Attaochu OLB - 51 Brandon Copeland OLB - 46 Neville Hewitt ILB - 48 Jordan Jenkins OLB - 58 Darron Lee ILB - 50 Frankie Luvu OLB - 56 Kevin Pierre-Louis LB - 54 Avery Williamson ILB Defensive Back - 33 Jamal Adams SS - 23 Terrence Brooks SS - 32 Juston Burris CB - 21 Morris Claiborne CB - 22 Trumaine Johnson CB - 31 Derrick Jones CB - 26 Marcus Maye FS - 36 Doug Middleton S - 43 Parry Nickerson CB - 27 Darryl Roberts CB - 41 Buster Skrine CB - 37 J.J. Wilcox SS Special Team - 4 Lachlan Edwards P - 42 Thomas Hennessy LS - 2 Jason Myers K Lista delle riserve - 71 Ben Ijalana T (IR) - 25 Elijah McGuire RB (IR) - 95 Josh Martin OLB (IR) - 45 Rontez Miles S (PUP) - 30 Rashard Robinson CB (Sospeso) Squadra di allenamento - 5 Davis Webb QB - 35 De'Angelo Henderson RB - 84 Deontay Burnett WR - 18 ArDarius Stewart WR (IR) - 76 Dieugot Joseph OT - 69 Ben Braden G - 75 Nico Falah C - 44 Harvey Langi OLB - 52 Anthony Wint ILB - 34 Jeremy Clark CB - 38 Brandon Bryant FS 53 attivi, 5 inattivi, 10 nella squadra di allenamento |
| Legenda - I rookie sono in corsivo. - Il primo ruolo è il principale mentre gli eventuali successivi indicano i ruoli secondari. - (IR) sta per Injured Reserve ed indica la lista ristretta per un solo giocatore infortunato che può tornare ad allenarsi dopo la settimana 6 e a rientrare in prima squadra dopo che questa ha giocato 8 partite. - (NF-Inj.) / (NF-Ill.) stanno rispettivamente per Non-Football Injured e Non-Football Illness ed indicano le liste dove viene inserito un giocatore che ha un infortunio o una malattia non dipendente dal football americano. - (PUP) sta per Physically Unable to Perform ed indica la lista dove viene inserito un giocatore mentre è in attesa di recuperare la condizione fisica. Nella stagione regolare dopo la sesta partita giocata dalla propria squadra, il giocatore ha tempo tre settimane per riprendere ad allenarsi, più tre settimane aggiuntive dal suo rientro agli allenamenti per rientrare in prima squadra. |

## Calendario

### Precampionato

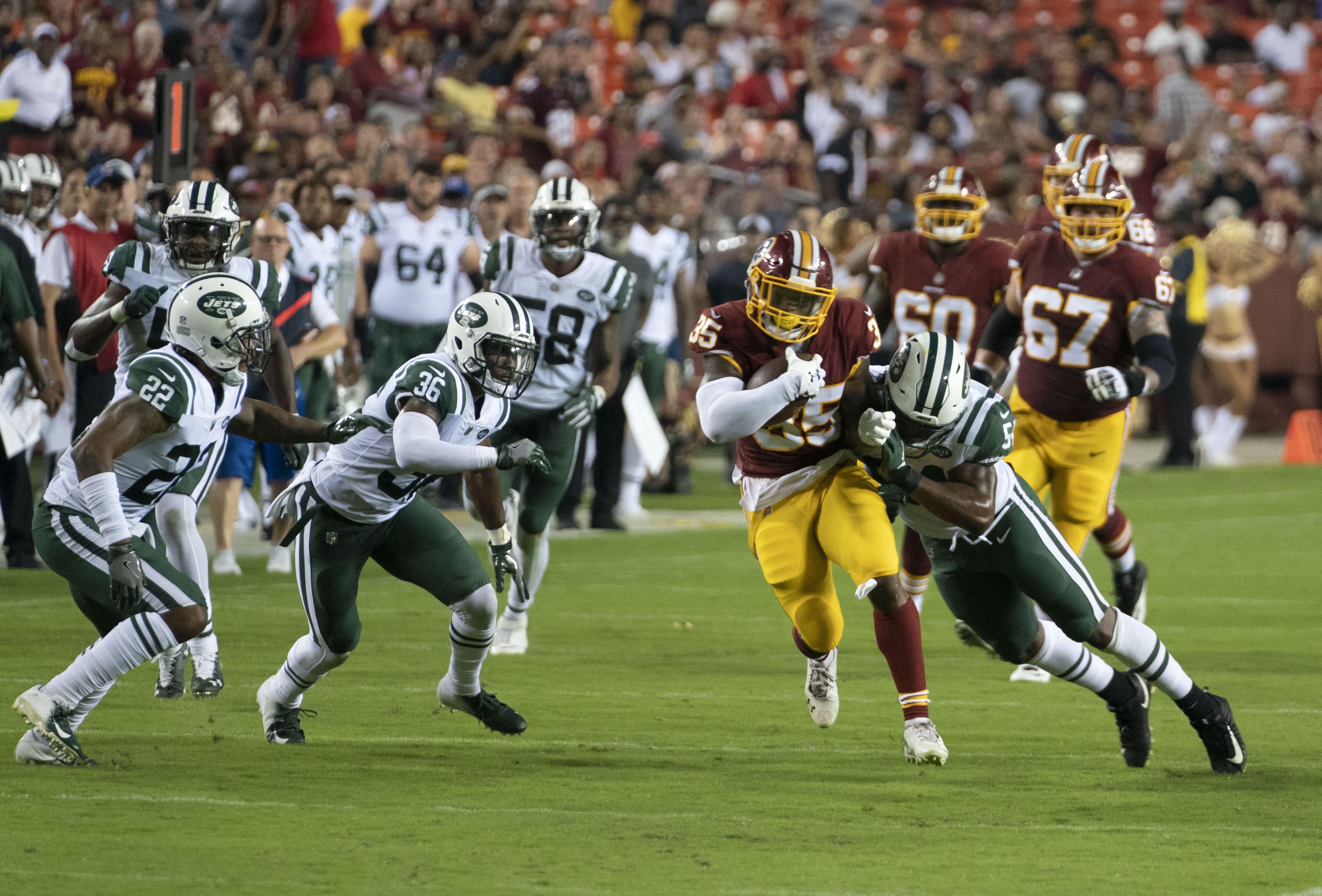
La partita di pre-stagione contro i Redskins

| Precampionato |       |               |               |              |                        |           |        |                         |         |
| Settimana     | Data  | Ora           | Data italiana | Ora italiana | Avversario             | Risultato | Record | Stadio                  | Sintesi |
| 1             | 10/08 | 7:30 p.m. EDT | 11/08         | 01:30        | Atlanta Falcons        | V 17–0    | 1–0    | MetLife Stadium         | Sintesi |
| 2             | 16/08 | 8:00 p.m. EDT | 17/08         | 02:00        | at Washington Redskins | S 13–15   | 1–1    | FedExField              | Sintesi |
| 3             | 24/08 | 7:30 p.m. EDT | 25/08         | 01:30        | New York Giants        | S 16–22   | 1–2    | MetLife Stadium         | Sintesi |
| 4             | 30/08 | 7:00 p.m. EDT | 31/08         | 01:00        | at Philadelphia Eagles | S 9–10    | 1–3    | Lincoln Financial Field | Sintesi |

### Stagione regolare
Il calendario della stagione è stato annunciato il 19 aprile 2018.
| Stagione regolare |                         |                    |                    |                     |                    |
| Turno             | Avversario              | Risultato          | Record             | Stadio              | Sintesi            |
| 1                 | at Detroit Lions        | V 48–17            | 1–0                | Ford Field          | Recap              |
| 2                 | Miami Dolphins          | S 12–20            | 1–1                | MetLife Stadium     | Recap              |
| 3                 | at Cleveland Browns     | S 17–21            | 1–2                | FirstEnergy Stadium | Recap              |
| 4                 | at Jacksonville Jaguars | S 12–31            | 1–3                | TIAA Bank Field     | Recap              |
| 5                 | Denver Broncos          | V 34–16            | 2–3                | MetLife Stadium     | Recap              |
| 6                 | Indianapolis Colts      | V 42–34            | 3–3                | MetLife Stadium     | Recap              |
| 7                 | Minnesota Vikings       | S 17–37            | 3–4                | MetLife Stadium     | Recap              |
| 8                 | at Chicago Bears        | S 10–24            | 3–5                | Soldier Field       | Recap              |
| 9                 | at Miami Dolphins       | S 6–13             | 3–6                | Hard Rock Stadium   | Recap              |
| 10                | Buffalo Bills           | S 10–41            | 3–7                | MetLife Stadium     | Recap              |
| 11                | Settimana di pausa      | Settimana di pausa | Settimana di pausa | Settimana di pausa  | Settimana di pausa |
| 12                | New England Patriots    | S 13–27            | 3–8                | MetLife Stadium     | Recap              |
| 13                | at Tennessee Titans     | S 22–26            | 3–9                | Nissan Stadium      | Recap              |
| 14                | at Buffalo Bills        | V 27–23            | 4–9                | New Era Field       | Recap              |
| 15                | Houston Texans          | S 22–29            | 4–10               | MetLife Stadium     | Recap              |
| 16                | Green Bay Packers       | S 38–44 dts        | 4–11               | MetLife Stadium     | Recap              |
| 17                | at New England Patriots | S 3–38             | 4–12               | Gillette Stadium    | Recap              |

Note
- Gli avversari della propria division sono in grassetto

#### Risultati
| Detroit 10 settembre 2018, ore 7:10 p.m. EDT Settimana 1 | New York Jets | 48 – 17 (7–7; 10–3; 31–7; 0–0) referto | Detroit Lions | Ford Field (61.356 spett.)\| Arbitro: \| Bill Vinovich \| |
| Arbitro:                                                 | Bill Vinovich |                                        |               |                                                           |

| East Rutherford (New Jersey) 16 settembre 2018, ore 1:00 p.m. EDT Settimana 2 | Miami Dolphins | 20 – 12 (7–0; 13–0; 0–6; 0–6) referto | New York Jets | MetLife Stadium (77.982 spett.)\| Arbitro: \| Brad Allen \| |
| Arbitro:                                                                      | Brad Allen     |                                       |               |                                                             |

## Classifiche

### Division
| AFC East             | AFC East | AFC East | AFC East | AFC East | AFC East | AFC East | AFC East | AFC East |
| vedi • disc. • mod.  | V        | S        | P        | PCT      | DIV      | CONF     | PF       | PS       |
| -------------------- | -------- | -------- | -------- | -------- | -------- | -------- | -------- | -------- |
| New England Patriots | 10       | 5        | 0        | .667     | 3–0      | 6–2      | 331      | 259      |
| Miami Dolphins       | 8        | 8        | 0        | .500     | 3–1      | 5–4      | 244      | 300      |
| Buffalo Bills        | 4        | 8        | 0        | .333     | 1–2      | 3–6      | 178      | 293      |
| New York Jets        | 3        | 9        | 0        | .250     | 0–4      | 2–7      | 243      | 307      |
|                      |          |          |          |          |          |          |          |          |
|                      |          |          |          |          |          |          |          |          |

### Conference
| American Football Conference           | American Football Conference | American Football Conference | American Football Conference | American Football Conference | American Football Conference | American Football Conference | American Football Conference | American Football Conference | American Football Conference | American Football Conference |
| Pos.                                   | Squadra                      | Division                     | V                            | S                            | P                            | PCT                          | DIV                          | CONF                         | SOS                          | SOV                          |
| -------------------------------------- | ---------------------------- | ---------------------------- | ---------------------------- | ---------------------------- | ---------------------------- | ---------------------------- | ---------------------------- | ---------------------------- | ---------------------------- | ---------------------------- |
| Capolista di Division                  |                              |                              |                              |                              |                              |                              |                              |                              |                              |                              |
| 1                                      | Kansas City Chiefs           | West                         | 12                           | 4                            | 0                            | .750                         | 5–1                          | 10–2                         | .480                         | .401                         |
| 2                                      | New England Patriots         | East                         | 11                           | 5                            | 0                            | .688                         | 5–1                          | 8–4                          | .482                         | .494                         |
| 3                                      | Houston Texans               | South                        | 11                           | 5                            | 0                            | .688                         | 4–2                          | 9–3                          | .471                         | .435                         |
| 4                                      | Baltimore Ravens             | North                        | 10                           | 6                            | 0                            | .625                         | 3–3                          | 8–4                          | .496                         | .450                         |
| Wild Card                              |                              |                              |                              |                              |                              |                              |                              |                              |                              |                              |
| 5                                      | Los Angeles Chargers         | West                         | 12                           | 4                            | 0                            | .750                         | 4–2                          | 9–3                          | .477                         | .422                         |
| 6                                      | Indianapolis Colts           | South                        | 10                           | 6                            | 0                            | .625                         | 4–2                          | 7–5                          | .465                         | .456                         |
| Non qualificati per i play-off         |                              |                              |                              |                              |                              |                              |                              |                              |                              |                              |
| 7                                      | Pittsburgh Steelers          | North                        | 9                            | 6                            | 1                            | .594                         | 4–1–1                        | 6–5–1                        | .504                         | .448                         |
| 8                                      | Tennessee Titans             | South                        | 9                            | 7                            | 0                            | .563                         | 3–3                          | 5–7                          | .520                         | .465                         |
| 9                                      | Cleveland Browns             | North                        | 7                            | 8                            | 1                            | .469                         | 3–2–1                        | 5–6–1                        | .516                         | .411                         |
| 10                                     | Miami Dolphins               | East                         | 7                            | 9                            | 0                            | .438                         | 4–2                          | 6–6                          | .469                         | .446                         |
| 11                                     | Denver Broncos               | West                         | 6                            | 10                           | 0                            | .375                         | 2–4                          | 4–8                          | .523                         | .464                         |
| 12                                     | Cincinnati Bengals           | North                        | 6                            | 10                           | 0                            | .375                         | 1–5                          | 4–8                          | .535                         | .448                         |
| 13                                     | Buffalo Bills                | East                         | 6                            | 10                           | 0                            | .375                         | 2–4                          | 4–8                          | .523                         | .411                         |
| 14                                     | Jacksonville Jaguars         | South                        | 5                            | 11                           | 0                            | .313                         | 1–5                          | 4–8                          | .549                         | .463                         |
| 15                                     | New York Jets                | East                         | 4                            | 12                           | 0                            | .250                         | 1–5                          | 3–9                          | .506                         | .438                         |
| 16                                     | Oakland Raiders              | West                         | 4                            | 12                           | 0                            | .250                         | 1–5                          | 3–9                          | .547                         | .406                         |
| Criteri di spareggio                   |                              |                              |                              |                              |                              |                              |                              |                              |                              |                              |
| 1. 2. 3. 4. 5. 6. 7. 8. 9. 10.         |                              |                              |                              |                              |                              |                              |                              |                              |                              |                              |
| Legenda                                |                              |                              |                              |                              |                              |                              |                              |                              |                              |                              |
| w — wild card ottenuta                 |                              |                              |                              |                              |                              |                              |                              |                              |                              |                              |
| x — partecipazione ai playoff ottenuta |                              |                              |                              |                              |                              |                              |                              |                              |                              |                              |
| y — campioni di division               |                              |                              |                              |                              |                              |                              |                              |                              |                              |                              |
| z — salto del primo turno di play-off  |                              |                              |                              |                              |                              |                              |                              |                              |                              |                              |
| * — vantaggio del campo ottenuto       |                              |                              |                              |                              |                              |                              |                              |                              |                              |                              |

## Premi

### Premi settimanali e mensili
- Isaiah Crowell:

giocatore offensivo della AFC della settimana 5
running back della settimana 5
- Jason Myers:

giocatore degli special team della AFC della settimana 6